# Национальный день Швеции

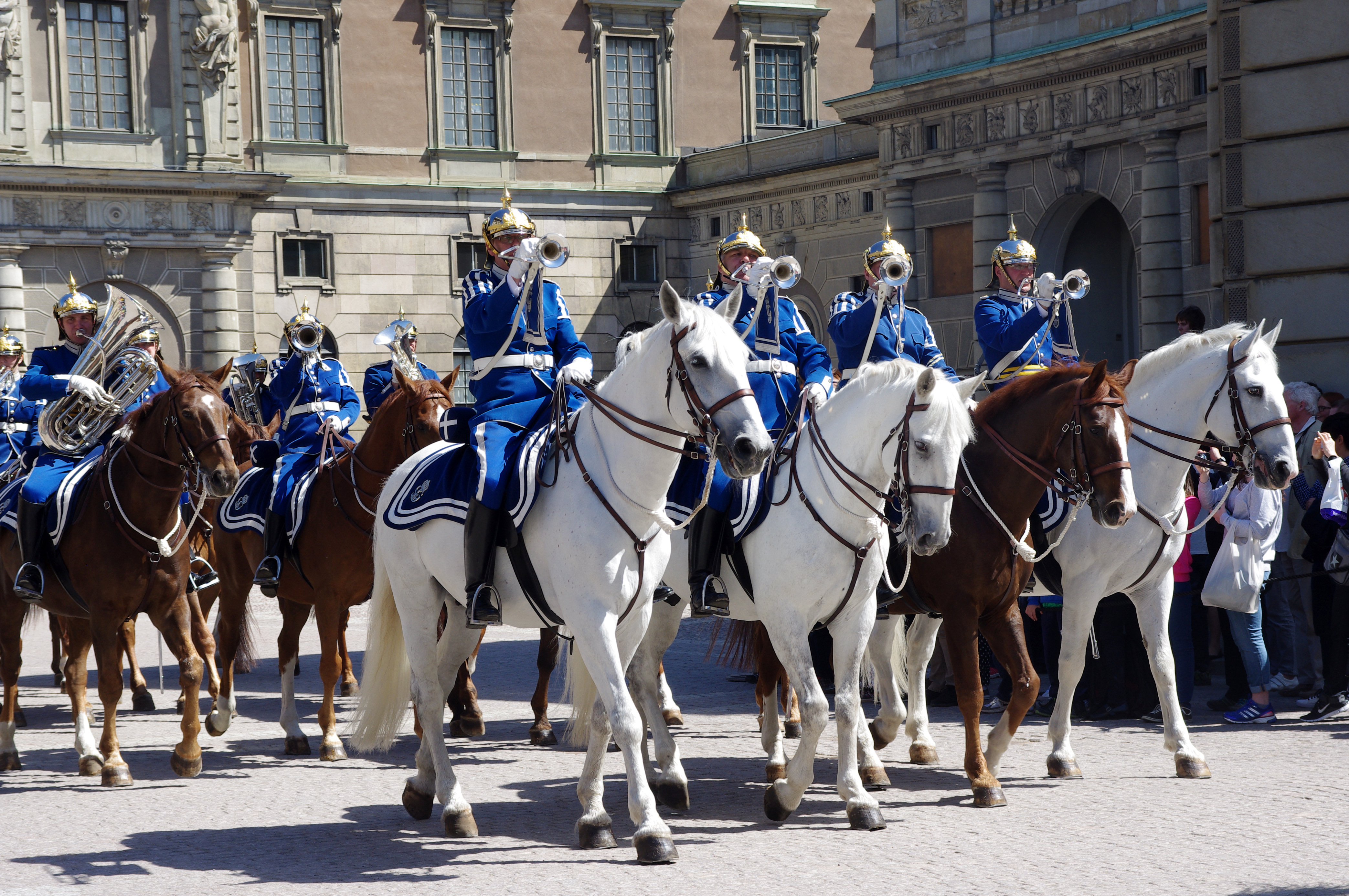
Музыкальный корпус драгун лейб-гвардии в 2012 году

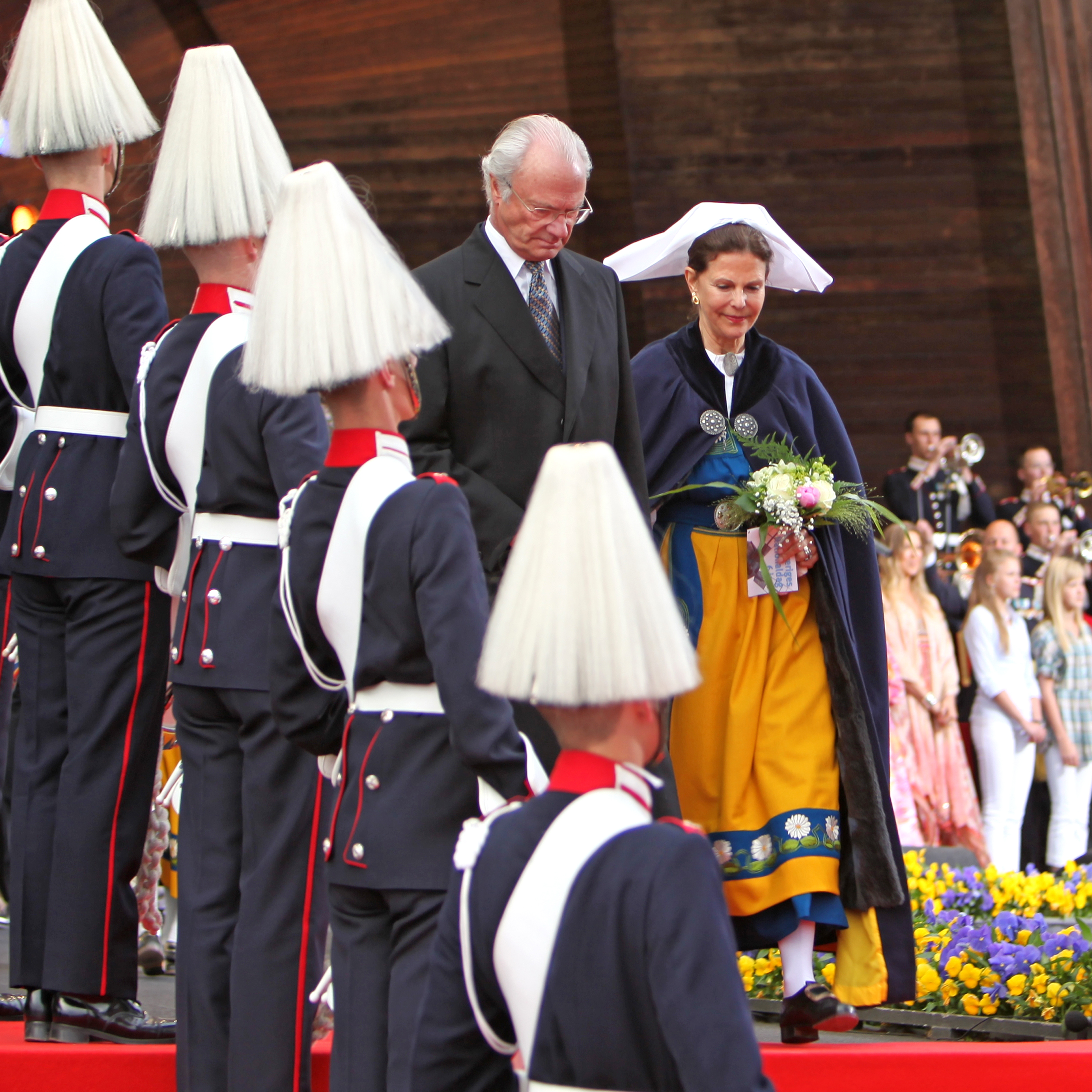
Король Швеции и королева Сильвия в Скансене в 2009 году

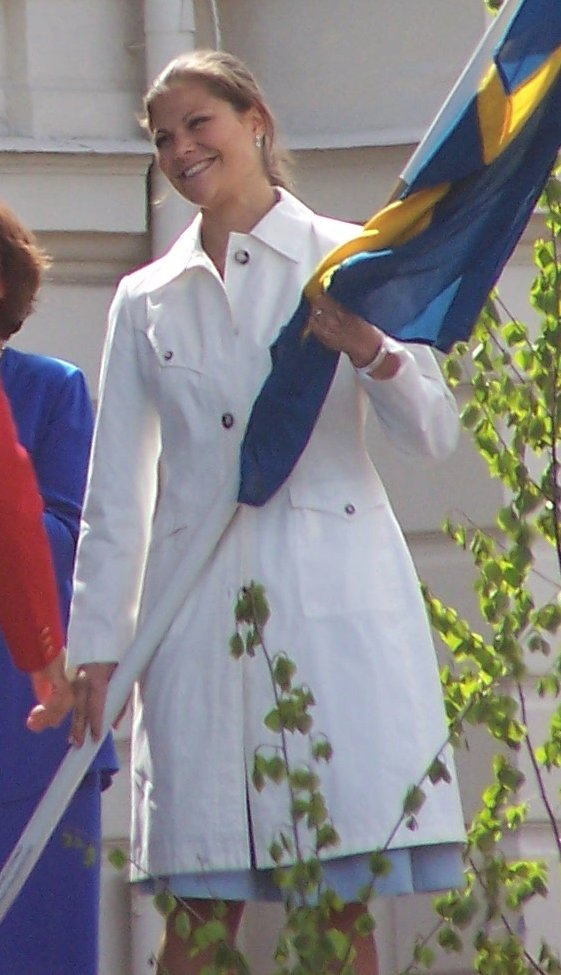
Принцесса Виктория на праздновании Национального дня страны

Национальный день Швеции (швед. Sveriges nationaldag) отмечается ежегодно в Швеции 6 июня. Праздник был учреждён риксдагом (шведским парламентом) в 1983 году, до этого он отмечался как День шведского флага (швед. Svenska flaggans dag).

## История
Основатели современной Швеции предложили увековечить дату избрания короля Густава Васа в 1523 году, и с 1910-х годов праздник традиционно отмечается на Олимпийском стадионе в Стокгольме.
Однако несколько десятилетий эта дата не считалась национальным праздником. 6 июня 1523 года распалась Кальмарская уния и завершилось правление Дании, то есть в этот день Швеция обрела независимость. Но эти события произошли слишком давно и не имели достаточной значимости для общественного сознания.
В 2005 году день праздника стал выходным, вместо него рабочим сделали Духов день. Это уменьшило общее количество нерабочих дней в году, потому что 6 июня иногда выпадало на выходные, тогда как День Святого Духа всегда отмечается в понедельник (и в Швеции называется «Троицын понедельник»). Такое решение правительства вызвало недовольство многих профсоюзов. Позже этот вопрос был решён — шведам дали ещё восемь нерабочих часов, которые они могли использовать в любой день.

## События
События в шведской истории, произошедшие 6 июня:
- 1523 — Густав I Васа был избран королём Швеции, что ознаменовало распад Кальмарской унии.
- 1654 — Карл X наследовал трон Швеции после отречения королевы Кристины.
- 1809 — Новый правительственный аппарат вернул политическую власть шведскому дворянству.
- 1857 — София Нассауская вышла замуж за короля Швеции и Норвегии Оскара II.
- 1974 — Правительство объявило Швецию конституционной монархией, регулируемой парламентом.

События 1523 и 1809 годов считаются наиболее важными. Первое — восстановление Швеции как независимого государства после Кальмарской унии, второе — создание правительственного строя, существовавшего до 1970-х годов.

## Галерея

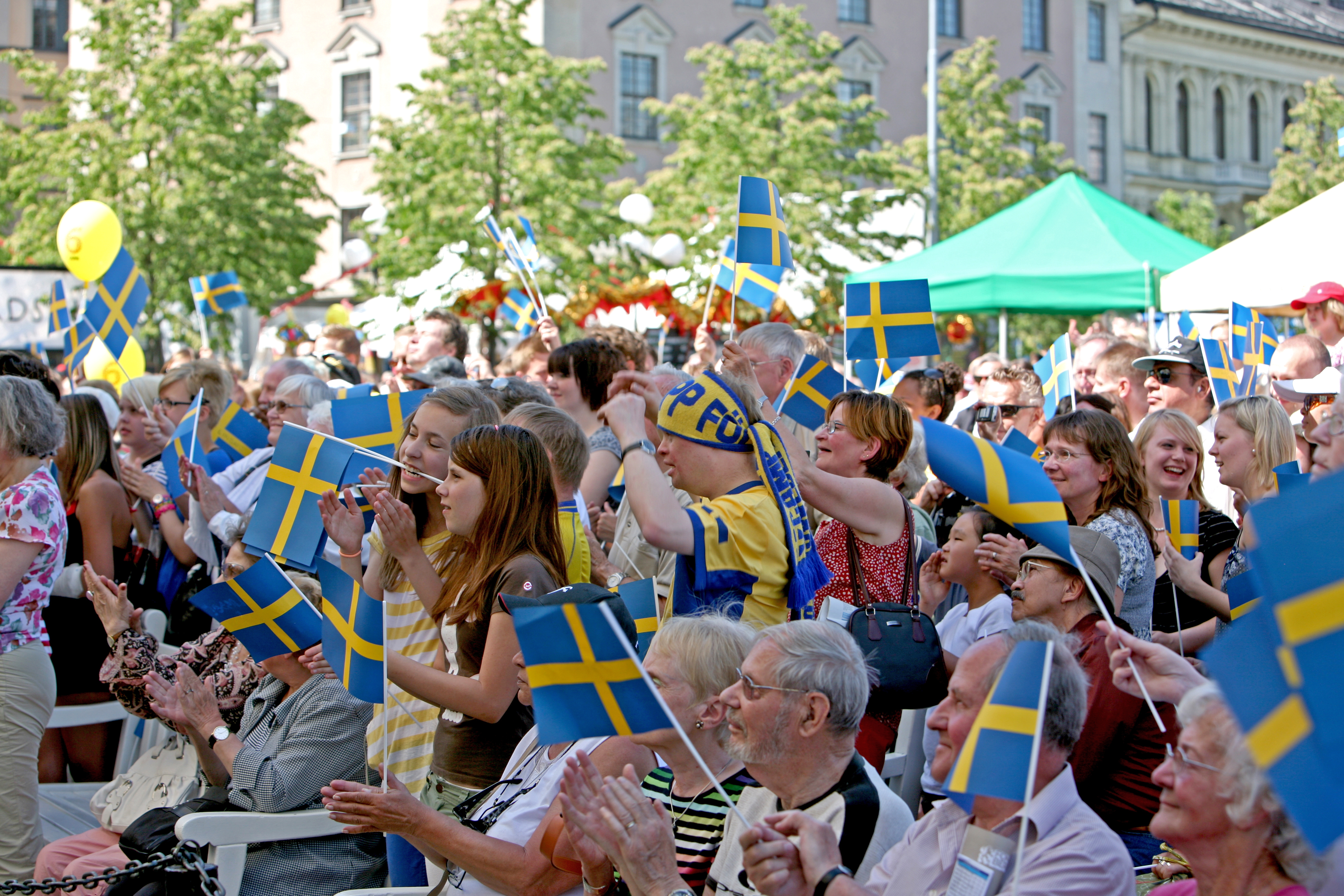
Шведы на праздновании Национального дня
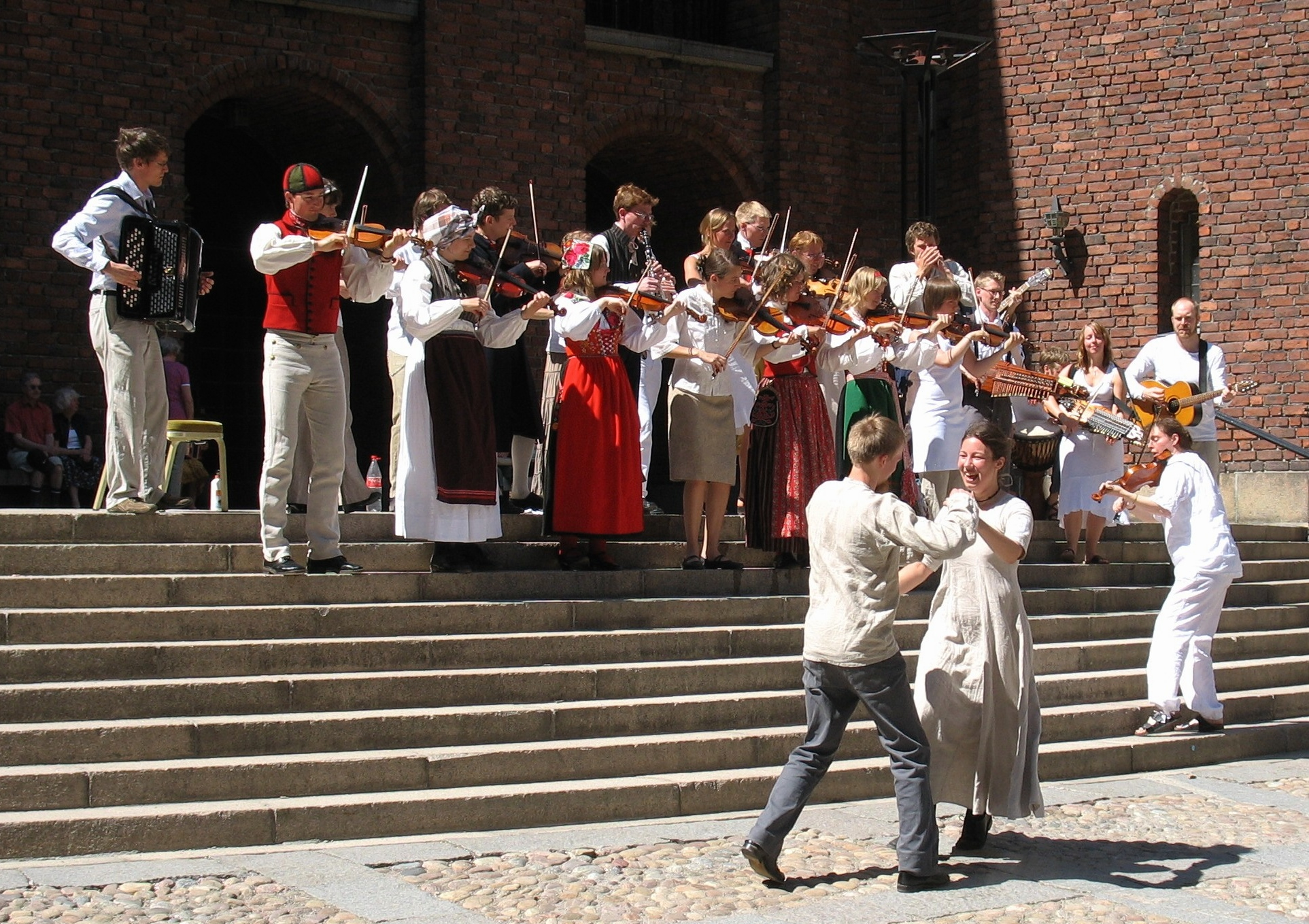
Артисты исполняют народный шведский танец перед городской ратушей Стокгольма